# Turcja na Letnich Igrzyskach Olimpijskich 1984
Turcję na Letnich Igrzyskach Olimpijskich 1984 reprezentowało 46 zawodników, 45 mężczyzn i 1 kobieta.

## Zdobyte medale
| Medal | Zawodnik     | Dyscyplina | Konkurencja                                | Rezultat |
| ----- | ------------ | ---------- | ------------------------------------------ | -------- |
| Brąz  | Ayhan Taşkın | Zapasy     | Styl wolny, kategoria pow. 100 kg mężczyzn | [ 1 ]    |
| Brąz  | Eyüp Can     | Boks       | Waga musza                                 | [ 1 ]    |
| Brąz  | Türgüt Aykaç | Boks       | Waga piórkowa                              | [ 1 ]    |